# Los Borbollones
Los Borbollones är en ort i Mexiko.   Den ligger i kommunen Mazatlán och delstaten Sinaloa, i den centrala delen av landet, 800 km nordväst om huvudstaden Mexico City. Los Borbollones ligger 7 meter över havet och antalet invånare är 162.
Terrängen runt Los Borbollones är platt. Runt Los Borbollones är det glesbefolkat, med 15 invånare per kvadratkilometer. Närmaste större samhälle är Villa Unión, 6,1 km norr om Los Borbollones. 